# PSR B1257+12 B
PSR B1257+12 B（固有名:Poltergeist）は、おとめ座の方角に約2000光年の位置にある太陽系外惑星である。PSR B1257+12 Bは太陽系外で見つかった最初の惑星の1つで、パルサーPSR B1257+12の周囲を公転する第2惑星であることが知られている。主星から0.36auの軌道を約66日半かけて公転している。質量は地球の約4倍以上である。PSR B1257+12 BとPSR B1257+12 Cは質量がほぼ同じで、またお互いに近い軌道を公転しているため、それぞれの軌道に大きな摂動を与えている。摂動の観測によって、惑星系の存在が確実になった。2つの惑星の正確な質量及び軌道傾斜角は、お互いの軌道に与える影響によって計算することができる。

## 名称
PSR B1257+12の惑星は、主星からの距離の順にA,B,C,Dと名付けられている。これらの名前が太陽系外惑星の通常の命名規則と異なるのは、この惑星が発見された時点では、太陽系外惑星の命名の慣習が出来上がっていなかったためである。太陽系外で発見された初めての惑星であり、またパルサーの周りを公転する惑星であったため、大文字のBとCという名前を与えられた。最初の2つより内側の軌道を通る3番目の惑星が系の中に発見されると、Aという名前が付けられた。
なお、D については発見が撤回されている。
2019年のNameExoWorldsでこの惑星には固有名が与えられた。その固有名はPoltergeistでポルターガイストにちなむ。